# The Sticky Licks
The Sticky Licks je Slovenska rock skupina.
Skupina deluje od leta 2011. Jeseni 2012 je predstavila EP z naslovom "No Money" in videospotom za singl "Imel Te Bom Rad". V letu 2013 se je z videospotom za pesem "Things to Share" prebila na televizijsko oddajo Točka, jeseni pa je pričela snemati svoj prvi album. V studiu Soundgrounded je pomladi 2014 posnela prvenec “The Sticky Licks” katerega je predstavila v Mariborskem Kinu Udarnik.
Skupina večinoma nastopa po Sloveniji, kjer so si odre delili s skupinami kot so Mi2, Dan D, Magnifico, Tabu, Jan Plestenjak, S.A.R.S., Tony Cetinski, Sausages, Don Mentony Band, Nude, Zablujena generacija in drugimi, trenutno pa pripravlja material za nov album, katerega izid se pričakuje konec leta 2017.

## Zasedba
- Mario Pešić (Marion Mic) — vokal
- Janez Rotman — kitara
- Bratko Zavrnik — kitara
- Matic Burazer — bas kitara
- Primož Verdinek — bobni

## 2012
V Railroad Studios so s producentom Jakobom Kraljem (Los Ventilos), posneli EP z naslovom "No Money" in videospotom za singl "Imel Te Bom Rad" katerega je režiral Tomo Novosel.
EP so premierno predstavili 06.11.2012 v Orto baru, kasneje pa so v tem letu nastopili še na dogodku - 17. obletnicia Radia City prijateljem, kjer so nastopili skupaj z Mi2, Zoranom Predinom, Cover Lover in drugimi.

## 2013
Tega leta se je skupina z videospotom za pesem "Things to Share" prebila na RTV SLO televizijsko oddajo Točka.
Skupina je med drugim nastopila na Lampiončkih in 18. obletnici Radia City prijateljem, oder pa so si delili z Janom Plestenjakom, Muff in drugimi.

## 2014
V studiu Soundgrounded so s producentom Matejem Gobcem in tehnikom skupine Laibach, pomladi 2014 posneli prvenec “The Sticky Licks”, katerega so 04.10.2014 predstavili v živo v Mariborskem Kinu Udarnik, v MMC-RTV SLO intervjuju, ter obsežno na Val 202 v oddaji Na piedestal.

## 2015
Skupina je prvič nastopila v tujini in sicer na svetovnem dnevu glasbe v Nišu, Srbija.
V tem letu je bila skupina nominirana za nagrado Zlata piščal v kategoriji - Novinec leta.

## 2016
V začetku leta je skupina nastopila v "unplugged" izvedbi v jutranjem programu Radia City skupaj z Bilbi v oddaji - Jutro brez tehnike.
Udeležili so se na festivalu Demofest v Banjaluki, BiH. potem ko so bili izbrani za nastop med 467 prijavljenimi bendi iz področja bivše Jugoslavije.
Uglasbijo navijaško pesem nogometnega kluba Maribor, Vijolčna je ljubezen večna v rock izvedbi, katera se pred vsako tekmo predvaja na stadionu Ljudski Vrt.

## 2017
Ob rekordnem zadetku Marcosa Tavaresa v Prvi slovenski ligi, so skupaj z Amo Socialec pripravili pesem Marcos Tavares, ki opisuje Brazilca, ki je v Mariboru našel svoj drugi dom.
V sklopu Lige prvakov, so predstavili še eno pesem z naslovom Vijol’čno mesto, ki opeva mesto Maribor in Ljudski vrt.

## 2018
Skupina je ponovno izbrana za nastop na festivalu Demofest v Banjaluki, BiH, potem ko je bila med 30. glasbenimi imeni skupaj s slovensko skupino Captain Morgan's Revenge, izbrana med 458 prijavljenimi bendi iz področja bivše Jugoslavije. 

## Diskografija
- EP - No Money (2012)
- Ablum - The Sticky Licks (2014)